# کریستوبال کولون
کریستوبال کولون بلندترین قله کشور کلمبیا می باشد.